# NosTale
NosTale — бесплатная многопользовательская ролевая онлайн-игра (MMORPG) в жанре фэнтези, разработанная корейской компанией Entwell Co., Ltd и выпущенная совместно с немецкой компанией Gameforge. Впервые игра была издана в Южной Корее в 2006 году, затем была переведена на японский, китайский, немецкий, итальянский, английский, французский, польский и русский языки.

## Геймплей и сюжет
Название игры, NosTale, обозначает «Легенда кочевников Серебряного Духа» (англ. "The Tale of Nomads of Silver Spirit"). В игре присутствуют типичные для ММОРПГ элементы, такие как игровой чат, задания, улучшение характеристик персонажа, групповые рейды, внутриигровая торговля предметами, амуницией и т. д.
К особенностям игры относятся анимация в стиле Манхва, возможность выбора профессии и дальнейшего развития при достижении определённых уровней, возможность трансформироваться в форму «Специалиста» используя карты и пункты опыта.
Вступив в семью (клан) в определённое время открывается локация, которую игроки называют ЛоД (Land of Dead). Там бродят очень сильные монстры, но вместе семья их быстро уничтожает и накапливают довольно большой опыт.
Игровая легенда описывает приключения на континенте Истмайл (англ. Eastmile).

## Локализация и публикация
Локализованные версии NosTale существуют в Южной Корее, на Тайване, в Таиланде, Гонконге, Японии, Великобритании, США, Франции, Германии, Польше и России. В Великобритании NosTale открыта
30 августа 2007 года.
Компания Gameforge 4D GmbH запустила немецкую версию одновременно с английской.
Вслед за закрытым тестированием, прошедшим в марте 2008 года, планируется официальное открытие версий игры для Малайзии и Сингапура. Публикацией игры в этих странах занимается компания GONZO ROSSO(M) Sdn. Bhd, этот выбор был утверждён создателями, Entwell Co. Ltd, 4 января 2008 года. Глобальный сервер NosTale, размещённый в Северной Америке, планировался к тестовому запуску 25 марта 2008 года. Эта версия игры была опубликована компанией Servex Co., Ltd. Индийская фирма Sify также получила права на публикацию.. 25 ноября 2009 года началось открытое бета-тестирование русской версии игры(4 акт).
4 августа 2010 началось бета-тестирование 5 акта русской версии игры.

## Классы
Опыт делится на два вида — основной (боевой) и рабочий (существует основной рабочий уровень(без карты специалиста) и рабочий уровень карты специалиста).
В NosTale игрок начинает как Искатель приключений — начальный класс, навыки которого только знакомят с игрой. По достижении 15 основного и 20 рабочего уровня предоставляется выбор одного из трёх основных классов — Воин (Swordsman), Лучник (Archer) или Маг (Sorcerer). После дальнейшего продвижения по уровням развития, появляются возможности участия в групповых рейдах и в выполнении различных заданий. В основном между классами установлен баланс, поэтому каждый класс и специалисты к нему хороши.

### Мечник
Мечники имеют наибольшее количество единиц жизни, но малое кол-во маны. Сражаются в ближнем бою. Используются как Танки. Основное оружие — меч, дополнительное — арбалет.
Карты-Специалиста:
- Воин Элемент Огня: Требуется 36-й боевой уровень для начала испытания, и 20-й рабочий уровень для использования карты.

Первый из доступных специалистов мечника. Его навыки — это мощные удары ближнего боя. Благодаря их запасу здоровья и массовым атакующим умениям, они превосходны для уничтожения больших групп врагов. Уникальным навыком воинов является умение «Провокация», притягивающее мобов к воину.
- Самурай Элемент Воды: Требуется 46-й боевой уровень для начала испытания, и 35-й рабочий уровень для использования карты.

Второй из специалистов мечника. Навыки самурая заточены под мечи и скорость. Они очень быстры и благодаря некоторым мощным навыкам особенно хороши в ПвП, особенно при использовании Защиты лезвия, благодаря которой они поглощают атаки и передают этот урон с добавкой своему противнику. Элемент самураев — вода.
- Крестоносец Элемент Света: Требуется 55-й боевой уровень для начала испытания, и 50-й рабочий уровень для использования карты.

Третий специалист для мечников. Крестоносцы обладают несколькими полезными в группе навыками и сильнейшим навыком 20 уровня в игре. Их баффы (усиления) эффективны для увеличения атакующей силы группы и друзей. Основное их оружие — арбалеты, а не мечи.
- Берсерк Элемент Тьмы: Требуется 65-й боевой уровень для начала испытания, и 55-й рабочий уровень для использования карты.

Четвёртая специальность мечника. В основном берсерки ориентированы на атаку противника, так что в общем их защита не очень хороша. Они владеют убойными навыками для одиночных целей и довольно сильными АОЕ-атаками, сопровождающимися наложением дебаффов. Элемент берсерков — тьма.
- Гладиатор Элемент Огня: Требуется 75-й боевой уровень для получения спец. амулета для рейда Драко, и 60-й рабочий уровень для использования карты. Карту можно получить из Подарочной коробки Лорда Драко (рейд).
- Боевой монах Элемент Воды: Требуется 80-й боевой уровень для начала испытания и 70-й рабочий уровень для использования карты. Карту можно получить в награду за прохождение рейда Глацерус, ледяной монстр, или собрав 50 шт. Грива Глацеруса (привязан к персонажу — нельзя обменять, продать, купить) и обменять их на карту (также 5 штук можно обменять на сапфир совершенства для усиления карты). Боевой монах отлично управляется с копьём. Его девиз: «С помощью своего копья я очищу этот мир!» Ты получишь 10 % сопротивление Морозной дрожи и ослабляющим морозным условиям.

### Лучник
У Лучников сбалансировано количество жизненных сил и магических способностей. Они используют лук и стрелы, их сила — в высокой ловкости и точности. Неплохой класс в ПвП. Основное оружие — лук, дополнительное — кинжал.
Карты-Специалиста:
- Рейнджер Элемент Воды: Требуется 36-й боевой уровень для начала испытания, и 20-й рабочий уровень для использования карты.

Первый специалист, доступный для лучника. Большинство навыков рейнджера используют стихию воды. Они эффективны для уничтожения мобов с расстояния. Большинство навыков накладывают негативные эффекты на противников, такие как заморозка и проявление слабости. Положительные баффы включают увеличение скорости передвижения и точности, а также уменьшение времени перезарядки навыков.
- Ассассин Элемент Тьмы: Требуется 46-й боевой уровень для начала испытания, и 35-й рабочий уровень для использования карты.

Ассассин (или убийца) — вторая из специальностей лучника. Большинство атак — тёмные. Ассасины приспособлены для уничтожения других игроков, так что всем интересующимся ПвП, стоит обратить на них своё внимание. Отлично в ПвП помогают навыки уклонения и резких атак, но из-за ближнего боя (использует кинжал) не очень хорош против мечников. В ПвЕ эти специалисты тоже неплохи, но у лучников есть лучшие классы для битья мобов, например, хранитель пустоши. При выполнении большинства навыков ассасины используют кинжал.
- Разрушитель Элемент Огня: Требуется 55-й боевой уровень для начала испытания, и 50-й рабочий уровень для использования карты.

Третий специалист, доступный лучникам. Разрушитель использует ружьё и взрывчатку, что удобно для охоты на мобов. Они владеют многими атакующими навыками с огненной силой. Имеет бафф, дающий самую большую скорость в игре, на не большой промежуток времени.
- Хранитель пустоши Элемент Света: Требуется 65-й боевой уровень для начала испытания, и 55-й рабочий уровень для использования карты.

Четвёртый специалист лучников. Хранитель пустоши (в чате и на форуме используют сокращение ВК (Wild Keeper — WK)) использует силу природы и духов, чтобы усилить себя и друзей. Также они обладают многими массовыми атаками и используют бумеранги и стихию свет. Предположительно, у них самые мощные АоЕ в игре. Благодаря мощным заклинаниям и светлому элементу они популярны против темных мобов и на ЛОДе.
- Огненный Канонир Элемент Огня: Требуется 75-й боевой уровень для получения спец. амулета для рейда Драко, и 60-й рабочий уровень для использования карты. Карту можно получить из Подарочной коробки Лорда Драко (рейд). Канонир имеет способности взрывателя, его оружие — РПГ. С помощью его навыков, можно перелетать небольшие преграды, догнать неприятеля с помощью торпеды, достать врагов из самых сложных мест. Его бафф — модернизация оружия, который на короткое время даёт улучшения эффекта от атак, дальность выстрела и точность, а также способность избегать большего урона, закрываясь пушкой. Его главный удар разрывает врагов вокруг себя в клочья. Так же, на рейде Лорд Драко даёт сопротивление от дебафа «Страх дракона» 30 %
- Разведчик Элемент Воды: Требуется 80-й боевой уровень для начала испытания и 70-й рабочий уровень для использования карты. Карту можно получить в награду за прохождение рейда Глацерус, ледяной монстр, или собрав 50 шт. Грива Глацеруса (привязан к персонажу — нельзя обменять, продать, купить) и обменять их на карту (также 5 штук можно обменять на сапфир совершенства для усиления карты). Разведчик мастерски владеет арбалетом и профессионально занимается слежкой. Его девиз: «Если ты хорошо знаешь себя, а врага знаешь ещё лучше — ты сможешь выиграть любую битву.» Ты получишь 10 % сопротивление Морозной дрожи и ослабляющим морозным условиям.

### Маг
Маги используют магию и избегают ближнего боя (так как могут сражаться только в дальнем). Они наиболее медленны среди других классов и имеют самый малый запас здоровья, но самый большой запас маны. Преимуществом этого класса является способность к лечению, однако в случае истощения магических сил волшебники становятся максимально уязвимыми. Основное оружие — жезл (посох), дополнительное — магический пистолет.
Карты-Специалиста:
- Красный Маг Элемент Огня: Требуется 36-й боевой уровень для начала испытания, и 20-й рабочий уровень для использования карты.

Первый специалист для мага. Навыки Красного мага состоят из разрушительных огненных атак, часто поражающих сразу нескольких врагов. Также они прекрасно поддерживают других огненных специалистов, благодаря своему навыку «Благословение огнём». Как и у всех магов, их недостатки — небольшое здоровье и медленная скорость передвижения, но из первой тройки специалистов у них наиболее мощные атаки.
- Светлый Маг Элемент Света: Требуется 46-й боевой уровень для начала испытания, и 35-й рабочий уровень для использования карты.

Второй из специалистов магов. Основным направлением данного специалиста является лечение и поддержка союзников силами Света. Святые маги неплохи в боях с монстрами, но арсенал атакующих способностей очень мал, из-за чего они не очень приспособлены к игре одному. Но на групповые рейды без них не отправляются. Из-за светлого элемента это самый лучший тип магов для ЛоДа.
- Голубой Маг Элемент Воды: Требуется 55-й боевой уровень для начала испытания, и 50-й рабочий уровень для использования карты.

Третий специалист для магов. У синих магов много навыков с побочными эффектами в виде замораживания или затемнения, а также они располагают мощными АоЕ-скиллами. Из-за этих АоЕ и вообще прорисовки этих специалистов, многие игроки решают играть именно за них. Элементом синих магов является, безусловно, вода.
- Тёмный Маг Элемент Тьмы: Требуется 65-й боевой уровень для начала испытания, и 55-й рабочий уровень для использования карты.

Четвёртый специалист-маг. Они обладают некоторыми из самых мощных в игре дебаффов и вполне подходящими атаками. Принадлежат к темному элементу, используют магическое оружие (пистолеты). Считается, что из магов они лучше всего приспособлены для ПвП.
- Вулкан Элемент Огня: Требуется 75-й боевой уровень для получения спец. амулета для рейда Драко, и 60-й рабочий уровень для использования карты. Карту можно получить из Подарочной коробки Лорда Драко (рейд). Вулкан — выдающийся маг, имеющий безграничную власть над лавой, землёй, воздухом и огнём. Он черпает свою силу с самого центра земного ядра и может с легкостью расплавить своих врагов. Из-за способности влиять на магму, Вулкан может покрыть себя ею и быть очень быстрым и сильным, а также поглощать урон врагов, жертвуя маной, а также он может покрывать своих союзников теплой пеленой, которая усилит их магическую атаку. Если ты разозлишь Вулкана, он может направить на тебя целую бурю, которая оставляет после себя лишь пустоту. Так же, на рейде Лорд Драко даёт сопротивление от дебафа «Страх дракона» 30 %.
- Владыка волн Элемент Воды: Требуется 80-й боевой уровень для начала испытания и 70-й рабочий уровень для использования карты. Карту можно получить в награду за прохождение рейда Глацерус, ледяной монстр, или собрав 50 шт. Грива Глацеруса (привязан к персонажу — нельзя обменять, продать, купить) и обменять их на карту (также 5 штук можно обменять на сапфир совершенства для усиления карты). Владыка волн управляет силой океана. Его клятва: «Все узрят мою мощь с глубин морских». Ты получишь 10 % сопротивление Морозной дрожи и ослабляющим морозным условиям.

### Карты Специалиста
После достижения 15 основного и 20 рабочего уровня, Искатель приключений выбирает один из трёх базовых классов — Воин, Лучник или Маг. Каждый из этих классов даёт возможность использовать Карты Специалиста, как глобальные, так и особые для каждого класса. Используя их, персонаж трансформируется в специализированный класс с особым набором навыков и умений. Все Карты Специалиста (кроме карты Цыплёнка и 5х карт) являются наградой за выполнение заданий. У каждого класса есть четыре основных Карты Специалиста, по одной для каждого из четырёх элементов — Огня, Воды, Света, Тьмы. Чтобы использовать навыки карты, требуются очки специалиста.
Игрок получает по 10000 ОС (очков специалиста) каждый день, это — основные ОС. 10 % остатка от основных ОС добавляется в дополнительные ОС. Если основные ОС кончились, используются дополнительные.
Общие Карты
- Паджама — с достижением 27 уровня появляется возможность получить карту Паджамы. Данный класс создан исключительно для фанов, так как все его навыки — забавные движения (сон, чтения книжки и т. д.) Также эта карта нужна для прохождения зимнего рейда.
- Цыплёнок — с небольшим шансом может выпасть после успешного прохождения Куриного рейда.
- Дадамару — подарок огненной феи, увеличивает урон огнём. Карта чаще всего используется в рейдах Куриный Король и Намаджу. Может быть получен с 45 основного уровня. Но получается с 48-50 из-за сложности прохождения квеста.
- Пират — с небольшим шансом может выпасть после успешного прохождения Пиратского рейда. Элемент у карты отсутствует, ограничений по лвл\рабочему лвл\репутации в использовании нет, боевые навыки помогают использовать карту вне Пиратского рейда.

## Закрытие серверов
Осенью 2010 года, команда Utopia, отвечавшая за североамериканское подразделение Nostale Global, объявляет о своём уходе из рынка по причине банкротства, заверяя, что игра останется на плаву. Однако 1 января 2011 года сервер был закрыт, в честь этого некоторые сервера создали отдельные реалмы для игроков с Америки, в частности с Мексики.
25 апреля 2016 года, по решению издателей, и после низкого онлайна, GameForge, в частности команда Nostale.RU СМ CryoBanny и ТМ Morry объявляют о решении закрытия сервера. 9 мая 2016 г. в 14:53 по МСК сервер и форум прекратили своё существование.
18 сен. 2017 появилась в Стиме https://store.steampowered.com/app/550470/NosTale/